# Kujové
Kujové nebo Kuvuové (rusky Ковуи) byli jeden z menších turkických kmenů, který v 12. - 13. století žil v oblasti pontské části východoevropských stepí v povodí Dněpru. Již v 11. století se společně s několika kočovnými turkickými etniky zformovali v „Kara-kalpaky“, kteří vešli do služeb Kyjevské Rusi. Jejich původ lze s velkou pravděpodobností hledat u altajských Kumánů, společně s jejími subvětvemi Kumandynců , nebo také možná Kuuvů, zvaných též Čalkanci , jejichž sídla se nacházejí v oblasti řeky Kuu (rusky „Lebeď“ → „Labuť“). Lze také předpokládat, že mluvili jedním z jazyků těchto větví a že jejich původním náboženstvím bylo pravděpodobně teismus, burchanismus  a tengrismus. 

## Krátké dějiny
Záznamů o Kujech je pramálo a prakticky nejsou dostupné. Lze se však domnívat, že pocházeli z Kypčacké větve Kumánů. Víme jen, že jejich kmenová struktura se skládala z klanů jako byly Moguti, Tatrani, Čelbirové, Topčakové, Revugové a Üľberové. 
Do povědomí se Kujové dostali v době po kumánském vniknutí do pontské části (severně od Černého moře) východoevropských stepí. V roce 1054 se poprvé objevili při jižních hranicích ruských knížectví Kumáni, kteří pocházeli z početnější skupiny Kimacko-Kypčackého chanátu (743-1050). Jejími vojenskými vpády bylo poznamenáno celé třicetileté období Kyjevské Rusi. Po roce 1068, po porážce synů Jaroslava Moudrého  dostali Kumáni za několik následujících let pod svou moc celou stepní oblast od jezera Balchaš přes řeku Irtyš až po dolní Dunaj s centrem v povodí Dněpru. Jako jejich vojenská síla se přistěhovali do této oblasti také Kujové, kteří se z neznámých příčin odčlenili od Kumánů a několik let byli volně kočujícími elementy pontských stepí. Zde se z několika kočovných turkických etnik zformovali „Kara-kalpakové“, v jejichž čele stál nejsilnější a nejpočetnější kmen Uzů, poté Pečeněhů a méně známých kmenů Berendejů, Kujů, Turpejů a Butů . V různých obdobích hledaly jejich bojové oddíly útočiště uvnitř ruských hranic na oplátku za své služby. Byli víceméně kočovnými skupinami, které kooperovaly s tamními knížaty jako jejich spojenci. Kmen Kujů pobýval v lesostepních zónách na levém břehu řeky Dněpru.
Podle Ipatěvských letopisů byla jejich kmenová struktura přímo podřízena Černigovskému guvernérovi a to v souvislosti s vojenským tažením novhorodsko-siverského knížete Igora Svjatoslaviče proti Kumánům v roce 1185 .